# 덴드로케로스과
덴드로케로스과(Dendrocerotaceae)는 덴드로케로스목(Dendrocerotales)의 유일한 뿔이끼류 과이다.